# Fulton, Ohio
Fulton är en ort i Morrow County i delstaten Ohio, USA.